# Mentières

Mentières este o comună în departamentul Cantal, Franța. În 1 ianuarie 2022 avea o populație de 124 de locuitori.